# Marc Batta
Marc Batta (Marsiglia, 1º novembre 1953) è un ex arbitro di calcio e direttore nazionale francese.
Dal 2004 è direttore nazionale della Commissione Arbitrale della Federazione calcistica della Francia e fa parte della Commissione Arbitrale dell'UEFA.

## Carriera
Ha diretto la sua prima partita di calcio a Marsiglia a 17 anni. Nel corso della sua carriera ha arbitrato circa 130 incontri internazionali. Ha arbitrato la finale di Coppa di Francia 1993-1994 tra Auxerre e Montpellier e l'andata della finale di Coppa UEFA 1996-1997 tra Schalke 04 e Inter. Inoltre ha fatto parte della spedizione arbitrale per la Coppa del Mondo 1998 giocata in Francia. Qui ha diretto la partita della fase a gruppi tra Romania e Inghilterra e l'ottavo di finale tra Brasile e Cile. Sempre nel 1998 ha diretto la finale di Supercoppa Europea allo Stadio Louis II di Monaco tra Chelsea e Real Madrid. Nelle competizioni nazionali, Batta era presente ai tornei di Coppa del Mondo FIFA 1998 e UEFA Euro 1996 [3], dove ha arbitrato due partite. Durante la partita di qualificazione tra Germania e Portogallo (pareggio per 1-1), con il Portogallo in vantaggio dopo 71 minuti, Batta ha respinto il controverso Rui Costa. Ciò ha portato direttamente il Portogallo a non qualificarsi per la Coppa del mondo. Da luglio 2004 è direttore nazionale della Commissione Arbitrale della Federazione calcistica della Francia, succedendo a Michel Vautrot, e fa parte della Commissione Arbitrale dell'UEFA.